# الحبيل (الحديدة)

تعديل مصدري - تعديل

الحبيل هي إحدى قرى مديرية باجل، التابعة لمحافظة الحديدة اليمنية، بلغ تعداد سكانها 1702 نسمة حسب الإحصاء الذي أجري عام 2004.